# Río Baker
El río Baker es un curso natural de agua que nace en el lago Bertrand y fluye con dirección general sur en la Región de Aysén del General Carlos Ibáñez del Campo hasta desembocar en el océano Pacífico
Su cuenca abarca 20.436 km² y es compartida por Chile y Argentina formando un territorio excepcional por la heterogeneidad, singularidad, calidad ambiental, importancia social y territorial de los sistemas acuáticos que lo constituyen.

## Trayecto
Nace en el extremo meridional del lago Bertrand, en el suroeste del lago General Carrera. Tiene una longitud total de 370 km: desde el lago General Carrera (el segundo más grande de Sudamérica), hasta su desembocadura mide sólo 175 km. Sin embargo si se mide desde el punto más alejado desde el cual proviene, que es el río Fénix Chico en Argentina () tributario del lago Buenos Aires, entonces su largo asciende a 370 km.
Entre sus afluentes destacan los ríos Nef, Chacabuco, Cochrane, Del Salto, Colonia, Los Ñadis, Ventisquero y Vargas. Vierten también en el Baker, conectados a través del lago General Carrera, los ríos Murta, Ibáñez y el Avellano.
En su desembocadura en Bajo Pisagua forma un delta con dos brazos principales, de los cuales sólo el norte es navegable.
Luis Risopatrón lo describe en su Diccionario jeográfico de Chile (1924):: 63 
Baker (Río). Sale de la parte S del lago Bertrand, en forma de un torrente, se ensancha enseguida, para bañar un valle, formado en la formación granítica hasta recibir del E el río Chacabuco; se estrecha nuevamente en la parte del curso que se dirije hacia el S, corre tranquilamente con aguas de color gris verdoso y serpentea entre playas abiertas, terrenos de aluvión i ñadis, en la sección en que se dirije hácia el W, hasta la afluencia del río de La Colonia. Corre enseguida hácia el S, pesada i uniformemente, limpio de palizadas, por el fondo de un valle de 400 a 500 m de ancho, del que ocupa solamente una pequeña parte, entre terrenos de poca elevación, con una faja de bosques en sus orillas i campos despejados o cubiertos de arbustos raquíticos; estos campos se estienden a veces, hasta el pié de los cordones de montañas, que se retiran mucho del cauce del río, por el E, formando ñadis en las partes más bajas i dejando playas en trechos de varios kilómetros. En El Salto el ancho del río se reduce a 20 m i salva 5m de diferencia de nivel, despues del cual el valle se dilata, hasta caber en él, el río Vargas y la laguna del mismo nombre, que le da oríjen; conserva unos 2 o 3 km de ancho en los últimos 40 km de su curso inferior, al final del cual forma un delta bajo i pantanoso, de unos 15 km² de estensión, en cuya márjen N, el canal principal de más de 12 m de profundidad i corriente muy fuerte pero tranquila i pareja se vácia en el puerto Bajo Pisagua, bañando el pié de una alta muralla de cerros cortados a pique, en la que se lanza una cascada de 100 m de altura. Puede navegarse en embarcaciones de 1,5 m de calado en 75 km de la sección inferior; lleva unos 500 m³ por segundo de agua, en término medio, su largo alcanza a 440 km i su hoya total unos 25160 km², de los que unos 400 km², son aprovechables para el cultivo i la ganadería.

## Caudal y régimen
Posee un régimen pluvio-nival, en el que las mayores crecidas se producen durante los meses de verano, producto del derretimiento de los glaciares que lo alimentan (Campo de Hielo Patagónico Norte). Presenta, además, junto con el curso fluvial del Biobío, el mayor caudal a nivel nacional, lo que le convierte en el principal potencial hidroeléctrico de Chile.

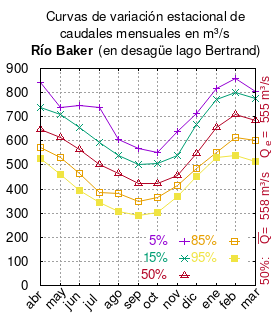
Curvas de variación estacional del río Baker en el desagüe del Lago Bertrand.

El caudal del río (en un lugar fijo) varía en el tiempo, por lo que existen varias formas de representarlo. Una de ellas son las curvas de variación estacional que, tras largos periodos de mediciones, predicen estadísticamente el caudal mínimo que lleva el río con una probabilidad dada, llamada probabilidad de excedencia. La curva de color rojo ocre (con {\displaystyle {\color {Red}\vartriangle }}) muestra los caudales mensuales con probabilidad de excedencia de un 50%. Esto quiere decir que ese mes se han medido igual cantidad de caudales mayores que caudales menores a esa cantidad. Eso es la mediana (estadística), que se denota Qe, de la serie de caudales de ese mes. La media (estadística) es el promedio matemático de los caudales de ese mes y se denota {\displaystyle {\overline {Q}}}. 
Una vez calculados para cada mes, ambos valores son calculados para todo el año y pueden ser leídos en la columna vertical al lado derecho del diagrama. El significado de la probabilidad de excedencia del 5% es que, estadísticamente, el caudal es mayor solo una vez cada 20 años, el de 10% una vez cada 10 años, el de 20% una vez cada 5 años, el de 85% quince veces cada 16 años y la de 95% diecisiete veces cada 18 años. Dicho de otra forma, el 5% es el caudal de años extremadamente lluviosos, el 95% es el caudal de años extremadamente secos. De la estación de las crecidas puede deducirse si el caudal depende de las lluvias (mayo-julio) o del derretimiento de las nieves (septiembre-enero).

## Historia
Desde su poblamiento actual (alrededor de 100 años) el río ha sufrido múltiples inundaciones naturales, producto del prolapso de los campos de hielo y glaciares que lo alimentan (fenómeno conocido como 
Inundación por desborde violento de lago glaciar o GLOF por sus siglas en inglés), generando un riesgo permanente para la población que lo habita. En la memoria de los habitantes está destrucción del antiguo pueblo de Murta, en la década de los 70 (ubicado a la orilla del General Carrera), la inundación de Puerto Bertrand (en década de los 80), por el desborde del lago Plomo y lago Bertrand y la gran crecida del río Los Ñadis (Baker), por nombrar los más recordados.
En la actualidad el río Baker ha sufrido una nueva inundación por el vaciado total del lago Cachet 2 ubicado en Campo de Hielo Norte (de aproximadamente 200 mil m³) y que alimenta al río Colonia tributario del Baker. Esto generó un caudal de 3.580 m³/s medido por la estación Colonia (de la Dirección General de Aguas)  ubicada en el cauce Baker, inundado campos y colapsando poblados como Caleta Tortel ubicado en la desembocadura del mismo río.
El río Baker es bautizado en honor del almirante sir Thomas Baker, jefe de la Escuadra Inglesa en el Pacífico Sur.

## Población, economía y ecología

### Accesos
Existen varias formas de acceder al río Baker, sin embargo la más común, es vía terrestre a través de la carretera Austral desde la Zona Norte de la Región, la cual permite llegar a la localidad de Puerto Bertrand, y de ahí es posible tomar alguna embarcación que recorra el río. También es posible acceder vía lacustre desde el lago General Carrera, vía terrestre desde Villa O'Higgins, vía marítima desde Magallanes por Caleta Tortel y vía aérea desde esta última localidad a través de un pequeño avión.
Siguiendo la carretera austral, es posible bordear el río, por algunos kilómetros, y en ciertas zonas de la carretera, hasta su desembocadura en la zona de Caleta Tortel.